# هدية من الحجاز
أرمغان الحجاز أو هدية من الحجاز كتاب باللغة الفارسية عام 1938 وهو شعر فلسفي للعلامة إقبال، شاعر وفيلسوف مسلم.

## المقدمة
هذا العمل، الذي نُشر بعد بضعة أشهر من وفاة الشاعر، هو مجلد صغير إلى حد ما يحتوي على أبيات باللغتين الفارسية والأردية. وهو غير مكتمل، رغم أن عدم الاكتمال ليس واضحًا للقارئ؛ إذ ترك إقبال بعض الثغرات في الكتاب وكان ينوي أن يلأمها عندما حجَّ إلى مكة. إن اسم الكتاب "هدية من الحجاز" يأتي من رغبته منذ زمن طويل القيام برحلة إلى شبه الجزيرة العربية لأداء فريضة الحج وزيارة قبر النبي محمد، لكن المرض المستمر الذي ألمّ به في السنوات الأخيرة من حياته حال دون ذلك؛ خاصةً أنه كتب عن معالم إسلامية أخرى في أعمال أخرى مثل المسجد الأقصى وإيران ومسجد قرطبة. بدأ إقبال في تأليف الكتاب كهدية ليأخذه إلى الحجاز، وكان ينوي نشره عند عودته إلى الهند كـ "هدية من الحجاز" إلى مواطنيه.
في هذا العمل الأخير، نجد الشاعر أكثر انسحابًا وتأملًا من ذي قبل. القصائد أقصر وأكثر شخصية. الانطباع المتبقي هو أن المؤلف يلقي نظرة أخيرة على العالم من حوله قبل أن يتركه خلفه. المواضيع هي في معظمها مألوفة، ولكن المعالجة جديدة وقوية وحساسة كما كانت دائمًا. إن صراحة إقبال، حتى عندما يخاطب الله، وفي انتقاد الشرور البشرية وفي كراهيته للظلم والقمع وفي إخلاصه للنبي محمد، كل هذا ظل كما هو. باعتباره تلخيصًا لأفكار ومشاعر مفكر عظيم، تستحق هذه القصيدة مكانة خاصة بين الكلاسيكيات الأدبية في القرن العشرين.
وينقسم العمل إلى قسمين، الأول يحتوي على القصائد الفارسية، والثاني يحتوي على القصائد الأردية. وتنقسم الأبيات الفارسية، كلها في شكل رباعيات، إلى خمس مجموعات وتقدم الله والحقيقة، والنبي محمد، والأمة الإسلامية، والبشرية، و"الصحابة على طريق الله".
ويتضمن الجزء الثاني قصائد أردية ألفها بين عام 1935 ووقت وفاته، ويتضمن قصيدة تصف الارتباك الإيديولوجي في عصر الشاعر وتأثيره على المسلمين.
في هذا العمل، يتناول إقبال كل مسألة كانت تشغله طيلة حياته المليئة بالنضال الفكري والإنجازات الأدبية. إن القصائد التي يتألف منها هذا العمل الأخير تعطي الانطباع بأن الكاتب قد وجد أخيرًا الهدوء الذي كان يبحث عنه لفترة طويلة:
الأغنية التي ذهبت قد تعود مرة أخرى - أو قد لا تعود.
قد تأتي نسمة منعشة من الحجاز، وقد لا تأتي.
لقد انتهت أيام هذا الرجل المتواضع الفقير؛
قد يأتي عارف آخر للأسرار - أو قد لا يأتي.

## طالع أيضًا
- فهرس المقالات المتعلقة بمحمد إقبال [الإنجليزية]
- مناظرة مدن وإقبال [الإنجليزية]

## روابط خارجية
اقرأ على الإنترنت
- "Armaghan-i-Hijaz". Iqbal Academy Pakistan.
- "Armaghan-i-Hijaz". Iqbal Cyber library.
- "Gift from Hijaz, English translation of Armaghan-i-Hijaz by Q.A. Kabit". Iqbal Academy Pakistan.

أكاديمية إقبال باكستان
- "Homepage". Iqbal Academy Pakistan. مؤرشف من الأصل في 2014-02-21. اطلع عليه بتاريخ 2006-03-12.